# Ardisia retinervia
Ardisia retinervia är en viveväxtart som beskrevs av Ridley. Ardisia retinervia ingår i släktet Ardisia och familjen viveväxter. Inga underarter finns listade i Catalogue of Life.